# 陕西广电网络
陕西广电网络传媒股份有限公司，簡稱陕西广电网络、陕西广电（英語：Shaanxi Broadcast & TV Network Intermediary Co.Ltd，上交所：600831），於2001年在西安成立。。

## 历史与发展
- 2001年6月29日，陕西广电网络传媒股份有限公司前身陕西省广播电视信息网络股份有限公司挂牌成立。
- 2001年8月16日，陕西省广播电视信息网络有限责任公司收购重组了ST黄河科（600831）借壳上市。
- 2002年2月1日，省通信管理局为公司为陕西广电网络颁发ISP、ICP许可证。
- 2002年3月29日，证监会批准ST黄河科更名为广电网络（600831）。
- 2004年12月28日，陕西广电网络数字电视在陕西省各地开播。
- 2006年12月31日，公司客户服务系统正式开通运行，全省客户服务统一呼号96766。
- 2010年12月31日，公司有线电视数字化整转超过310万户，县级以上城市用户实现有线电视数字化。
- 2011年3月20日，陕西广电网络高清互动电视在全省开播。
- 2011年3月29日，经西安市工商行政管理局核准，公司名称正式变更为陕西广电网络传媒股份有限公司。

## 連結
- 陕西广电网络官方网站 （页面存档备份，存于）